# Šafárikovo námestie

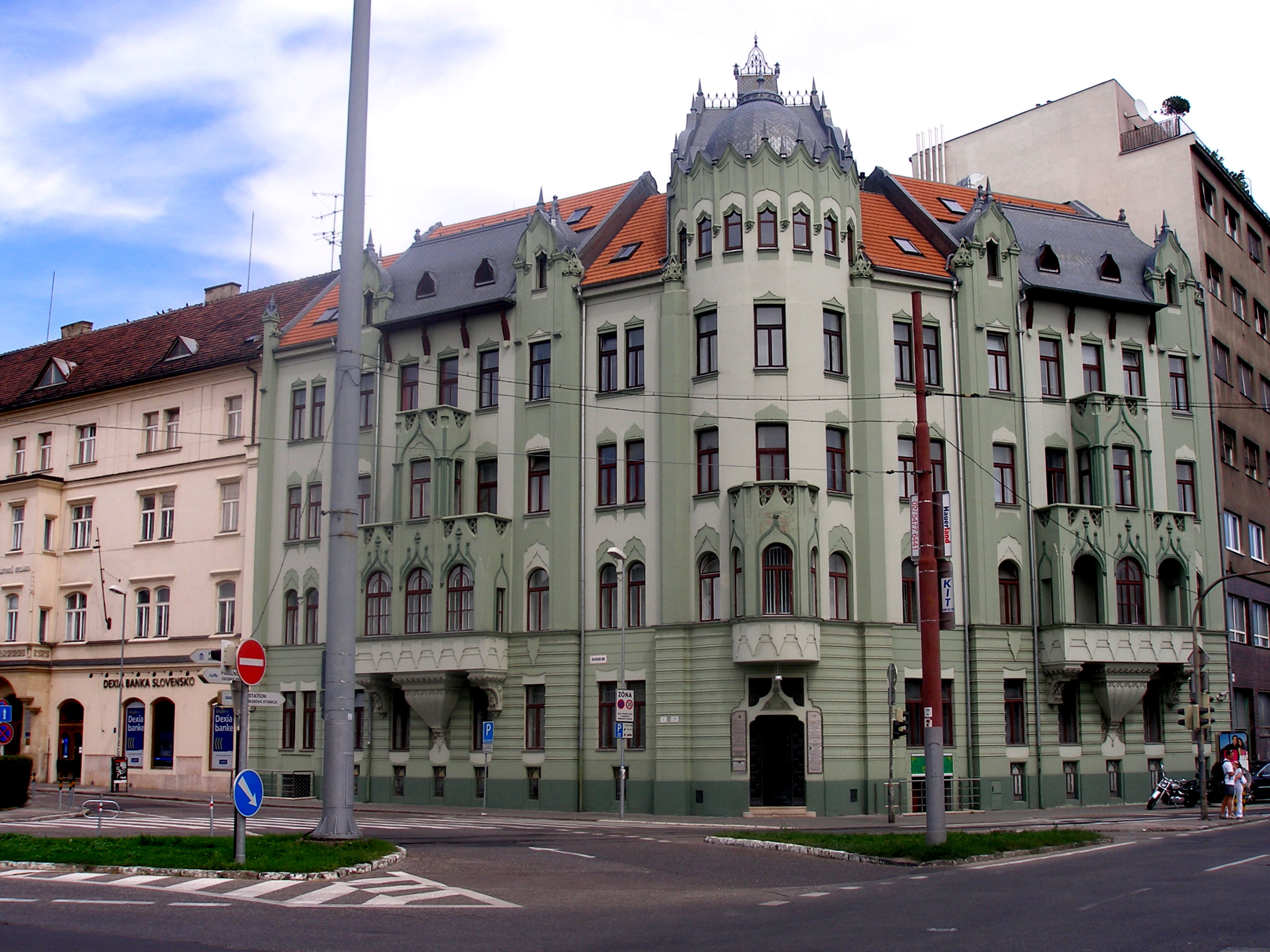
Wohnhaus im neogotischen Stil am Šafárikovo námestie Nr. 4

Šafárikovo námestie (umgangssprachlich kurz Šafko genannt; deutsch Šafárik-Platz) ist ein Platz in der slowakischen Hauptstadt Bratislava, im südöstlichen Teil des Stadtteils Staré Mesto (deutsch Altstadt).
Benannt ist der Platz nach dem slowakischen Wissenschaftler und Dichter Pavel Jozef Šafárik (1795–1861). Hier kreuzen sich die Straßen Vajanského nábrežie, Dostojevského rad, Štúrova, Dobrovičova und Gondova. In der Mitte des Platzes befindet sich ein kleiner Park, dessen Herzstück der „Entenbrunnen“ (slowakisch Kačacia fontána) aus der Werkstatt von Robert Kühmayer darstellt. Bis 1944 stand am Platz das Landerer-Palais, bevor es durch eine Fliegerbombe schwer beschädigt wurde, dort steht nach dem Abriss ein Park. An der südwestlichen Ecke befindet sich das Hauptgebäude der Comenius-Universität Bratislava.
Im ÖPNV-System des Betreibers Dopravný podnik Bratislava ist der Platz über die Haltestellen Šafárikovo námestie (Bus und Straßenbahn) und Malá scéna (Bus) bedient.

## Historisches

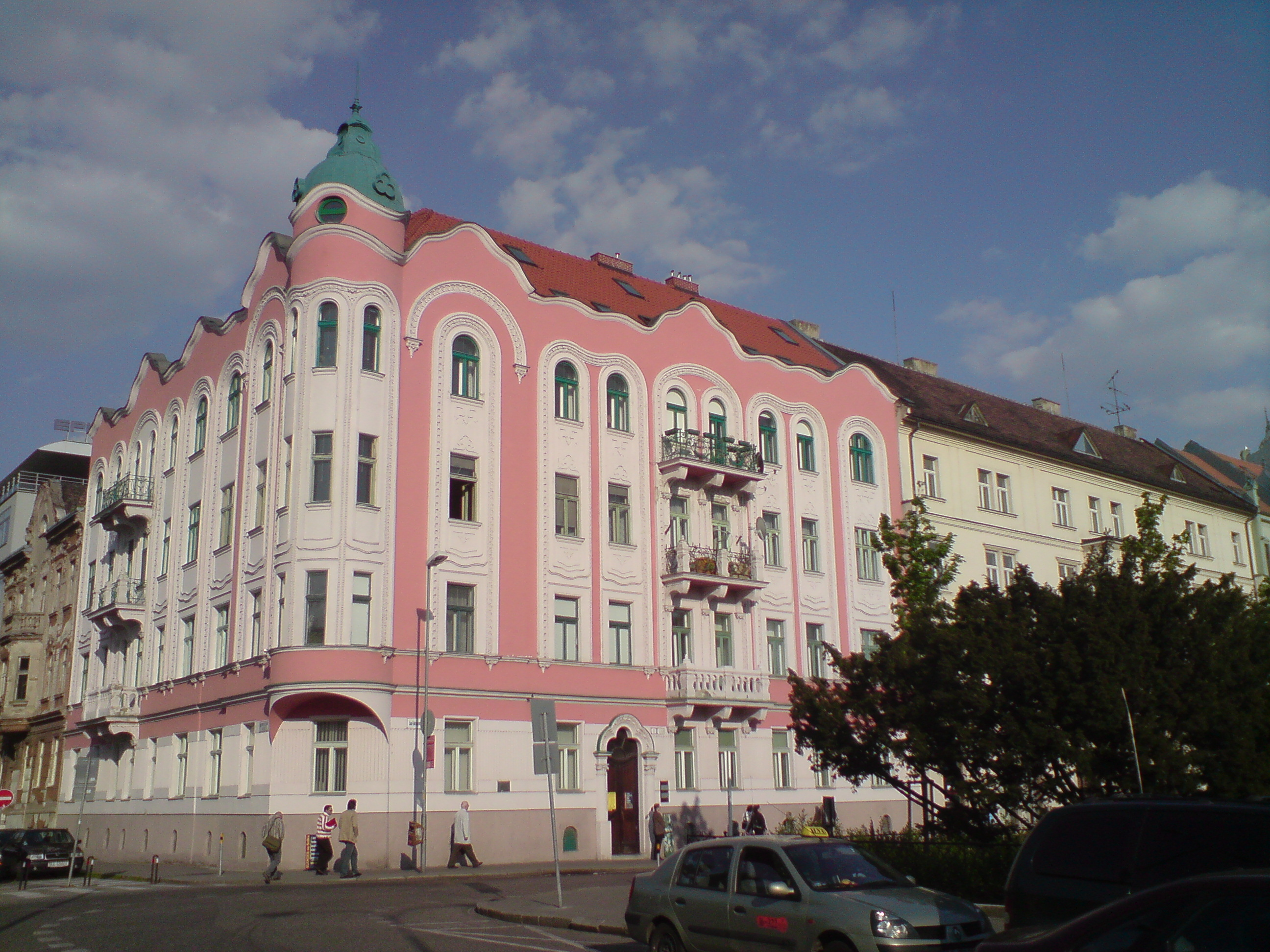
Haus Nr. 2 im Stil der Secession

Der Platz als solcher entstand erst im 19. Jahrhundert nach dem Bau der heutigen Straße Štúrova. 1765 waren auf einem Plan nur Grünflächen mit verstreuten Gebäuden verzeichnet, 1820 stand hier ein städtischer Meierhof. Nach dem Bau des Landerer-Palais im Jahr 1840 taucht der Name Landerergasse, nach dem Pressburger Buchdrucker Johann Michael Landerer, auf. 1880 standen 12 Gebäude am Platz, der 1904 den Namen König Andreas-Platz (ungarisch András király tér, slowakisch námestie kráľa Ondreja) erhielt, nach dem ungarischen König Andreas III., der 1291 der Stadt Pressburg das Stadtrecht erteilte. Nach der Eingliederung der Stadt in die Tschechoslowakei erhielt der Platz seinen heutigen Namen.